# Constantin C. Neamțu
Constantin C. Neamțu (n. 1868, Iași-Gorj, județul Gorj - d. 1962), a fost un politician liberal, senator în Parlamentul României și primar al Craiovei.

## Activitate
În 14/27 martie 1919 ca urmare unui congres al PNL Dolj, Constantin Neamțu a devinit conducător al liberalilor din județul Dolj.
A înființat în 1896 Banca Comerțului din Craiova, cea mai importantă bancă particulară din România și, a ocupat funcția de director al acesteia în perioada 1910 - 1948. A înzestrat capitala Olteniei cu două clădiri construite în stil neoromânesc: Palatul Banca Comerțului din Craiova, (azi Primăria Craiovei) și Casa Albă din Craiova.
Opere
-Învățământul comercial (1898);
-Noțiuni sumare de contabilitate (1902);
-Documente comerciale întocmite după formulare întrebuințate în afaceri (190...).

## Biografie
Studii
A studiat la Școala Superioară de Comerț din Craiova. 
Perioada de detenție
În perioada comunistă a fost încarcerat la penitenciarele Văcărești și Caransebeș și a decedat la scurt timp după eliberare din penitenciar.
Viața personală
Constantin Neamțu a fost căsătorit cu Cella Neamțu, cu care a avut doi copii: Tudor și Șerban Neamțu.
Soția sa, a fost arestată la 14 aprilie 1951 odată cu lotul soțiilor și copiilor foștilor demnitari. A petrecut perioada de detenție la penitenciarul Ghencea, lagărul de la Popești Leordeni (1952), ferma Pipera și penitenciarul Dumbrăveni. A fost eliberată la 19 aprilie 1954. 
Fiul său Tudor Neamțu, de profesie avocat, a fost arestat în 1949. A fost torturat în timpul anchetei și a fost condamnat la 5 ani închisoare, în baza unui dosar cu probe false. O parte din detenție a petrecut-o la penitenciarul Jilava, lagărul Peninsula (până la 18 iulie 1953) și penitenciarul Aiud. 